# نفرکارع دوم
نفرکارع دوم یکی از فرعون‌های دودمان هشتم مصر از دوره نخست میانی مصر است. در باره او اطلاعات زیادی در دست نیست چرا که به جز در فهرست پادشاهان ابیدوس، نام او در هیچ یک از منابع مصر باستان نیامده است.